# Katherine Elizabeth Nye
Katherine Elizabeth Nye (geborene Katherin Elizabeth Vibert; * 5. Januar 1999 in Bowlegs, Oklahoma, USA) ist eine US-amerikanische Gewichtheberin.

## Erfolge
Katherine Elizabeth Nye gewann 2018 in der Klasse bis 69 kg Silber bei den Juniorenweltmeisterschaften. 2019 wurde sie in der Klasse bis 71 kg Juniorenweltmeisterin, Panamerikameisterin und Weltmeisterin. Bei den Panamerikanische Spiele 2019 gewann sie Bronze in der Klasse bis 76 kg.